# 1464

## Události
- morová epidemie v českých zemích
- vypovězení Židů z Mostu
- v Praze založen cech mydlářů
- začal opět vládnout Karel VIII. Knutsson, král švédský.

### Probíhající události
- 1454–1466 – Třináctiletá válka
- 1455–1487 – Války růží

## Narození
- 23. dubna – Johana Francouzská, francouzská královna jako manželka Ludvíka XII. († 4. února 1505)
- 4. května – Žofie Jagellonská, polská princezna († 5. října 1512)
- 30. května – Barbora Braniborská, manželka českého krále Vladislava Jagellonského († 4. září 1515)
- Philippe Villiers de L'Isle-Adam, francouzský šlechtic a voják, velmistr johanitů († 21. srpna 1534)

## Úmrtí
- 23. února – Jing-cung, čínský císař (* 1427)
- 27. února – Jan Tovačovský z Cimburka, moravský šlechtic a zemský hejtman moravského markrabství (* kolem 1400)
- 8. března – Kateřina z Poděbrad, uherská královna jako manželka Matyáše Korvína (* 11. listopadu 1449)
- 18. června – Rogier van der Weyden, nizozemský malíř (* 1399/1400)
- 1. srpna – Cosimo de Medici, italský bankéř (* 10. dubna 1389)
- 11. srpna – Mikuláš Kusánský, německý renesanční filosof, diplomat a teolog (* 1401)
- 14. srpna – Pius II., papež (* 18. října 1405)
- 2. prosince – Blanka Navarrská, kněžna z Asturie a navarrská královna (* 6. června 1424)
- ? – Süe Süan, filozof a politik čínské říše Ming (* 1389)

## Hlavy států
- České království – Jiří z Poděbrad
- Svatá říše římská – Fridrich III.
- Papež – Pius II. – Pavel II.
- Anglické království – Eduard IV.
- Dánsko – Kristián I. Dánský
- Francouzské království – Ludvík XI.
- Polské království – Kazimír IV. Jagellonský
- Uherské království – Matyáš Korvín
- Litevské knížectví – Kazimír IV. Jagellonský
- Chorvatské království – Matyáš Korvín
- Norsko – Kristián I. Dánský
- Portugalsko – Alfons V. Portugalský
- Švédsko – Kristián I. Dánský – Karel VIII. Knutsson
- Sasko – Albrecht III. Srdnatý